# ワシントン・タイムズ (1894年創刊)
『ワシントン・タイムズ』(The Washington Times)は、かつてアメリカ合衆国のワシントンD.C.で発行されていた日刊紙である。1894年に創刊され、1939年に『ワシントン・ヘラルド』と合併して『ワシントン・タイムズ＝ヘラルド』になった。現在の同名の新聞とは無関係である。

## 歴史
『ワシントン・タイムズ』は、インディアナ州エルクハートで楽器製造会社を経営していたチャールズ・G・コン（1844年-1931年）が、連邦下院議員を務めていた時に創刊した。初代発行人はスティルソン・ハッチンス（『ワシントン・ポスト』の創刊者）が務めた。その後、新聞配信会社を経営するフランク・A・マンジー、アーサー・ブリスベンとオーナーが変わった後、1917年に「新聞王」ウィリアム・ランドルフ・ハーストが買収した。
1922年に同じ都市のライバル紙である『ワシントン・ヘラルド』をハーストが買収した後、1923年にヘラルド紙とともにフィリップ・M・ジュリアン設計のワシントン・タイムス・アンド・ヘラルド・ビルに本社を移転した。
1930年からタイムズ紙とヘラルド紙の両方の編集長を務めていたシシー・パターソンは、1939年に両紙をハーストから買い取って合併させ、『ワシントン・タイムズ＝ヘラルド』とした。パターソンは、1939年の合併紙創刊から1948年に亡くなるまで同紙の経営を続けた。パターソンの死後、この新聞はパターソンのいとこのロバート・R・マコーミックに買収された後、1954年に『ワシントン・ポスト』紙のオーナーであるフィル・グラハムに買収され、ポスト紙に統合された。

## アーカイブ
WorldCat (OCLC)
1. 994500257 (1894–1895) デジタル版
2. 956165476 (1894–1895) デジタル版
3. 1058793340 (1894–1895) デジタル版
4. 710019837 (1902–1939) デジタル版
5. 11987295 (1897–1901) デジタル版
6. 1058847256 (1901–1902) デジタル版
7. 10630160 (1902–1939) デジタル版

アメリカ議会図書館管理番号
1. LCCN sn84-26749（デジタル版。クロニクリング・アメリカ（英語版）データベースを介して検索可能）